# (474640) Alicanto
(474640) Alicanto, désignation provisoire 2004 VN112, est un objet détaché (ou objet détaché du disque) puisqu'il a un périhélie supérieur à 40 UA et un demi-grand axe supérieur à 200 UA. Il ne s'approche jamais à moins de 47 UA du Soleil (soit environ la frontière externe de la ceinture de Kuiper principale) et est en moyenne à plus de 300 UA du Soleil. Son excentricité élevée suggère qu'il pourrait avoir été gravitationnellement déplacé vers son orbite actuelle. Puisque tous les objets détachés sont en dehors de la zone d'influence actuelle de Neptune, la façon dont il a atteint cette orbite ne s'explique encore pas.
L'orbite de (474640) Alicanto est similaire à celle de 2013 RF98, suggérant que les deux objets ont été éjectés vers leurs orbites actuelles par le même corps ou qu'ils ont précédemment fait partie du même corps (simple ou binaire),.
Le diamètre estimé de (474640) Alicanto se situe entre 220 et 300 km suivant l'albédo retenu, ce qui fait de lui une planète naine potentielle.

## Comparaison d'orbites

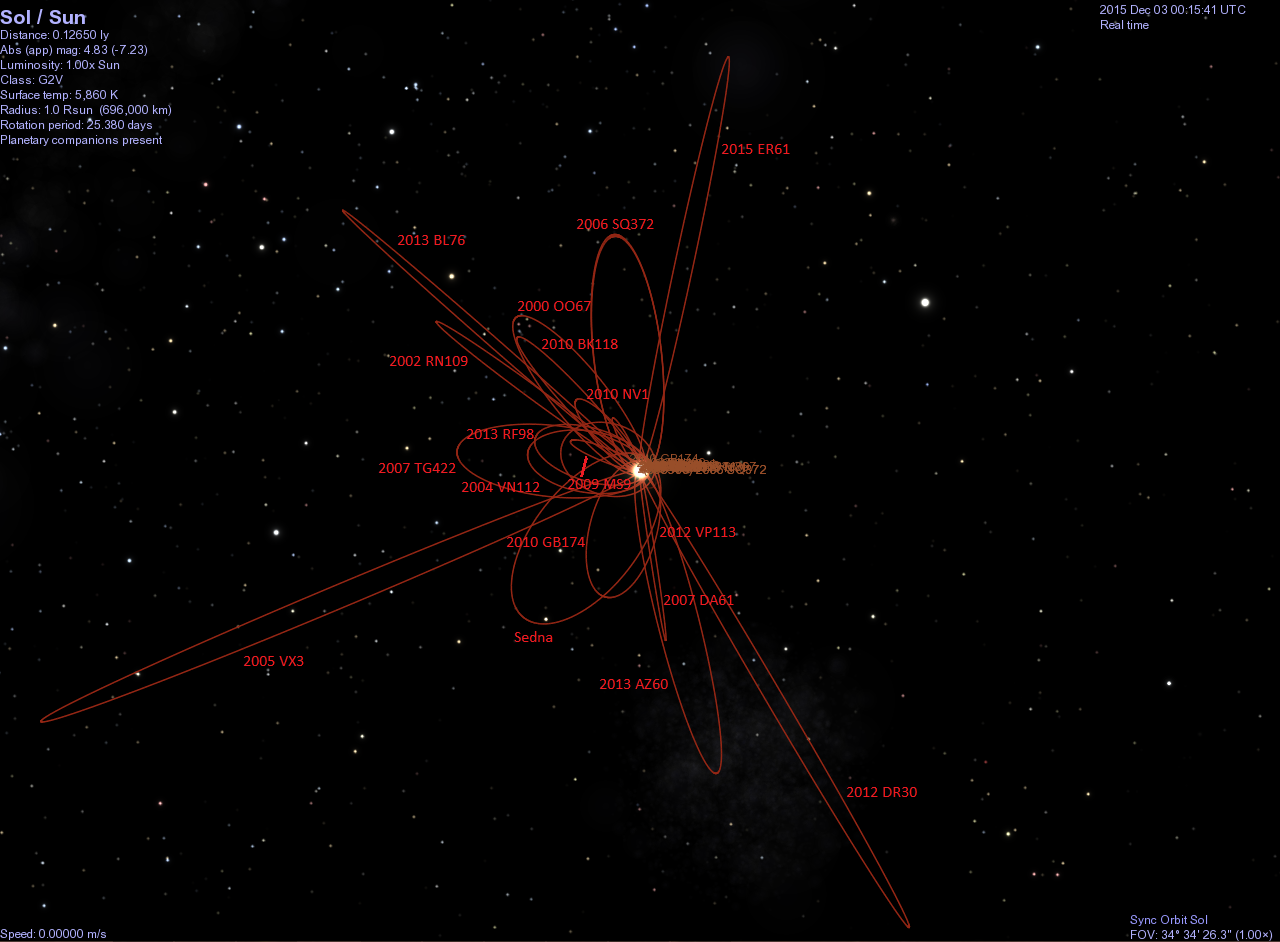
Orbite de (474640) Alicanto, appelé ici, comparée à celles d'autres objets très distants (90377) Sedna,,,,,,,,,,,,,,, 2015 ER_{61}

## Découverte
(474640) Alicanto a été découvert le 6 novembre 2004 à l'observatoire interaméricain du Cerro Tololo situé près de La Serena au Chili. Il a été établi qu'il avait été prédécouvert le 26 septembre 2000 à l'observatoire d'Apache Point par le Sloan Digital Sky Survey.

## Localisation
(474640) Alicanto pourrait être un objet du nuage d'Oort interne.